# Slutwalk

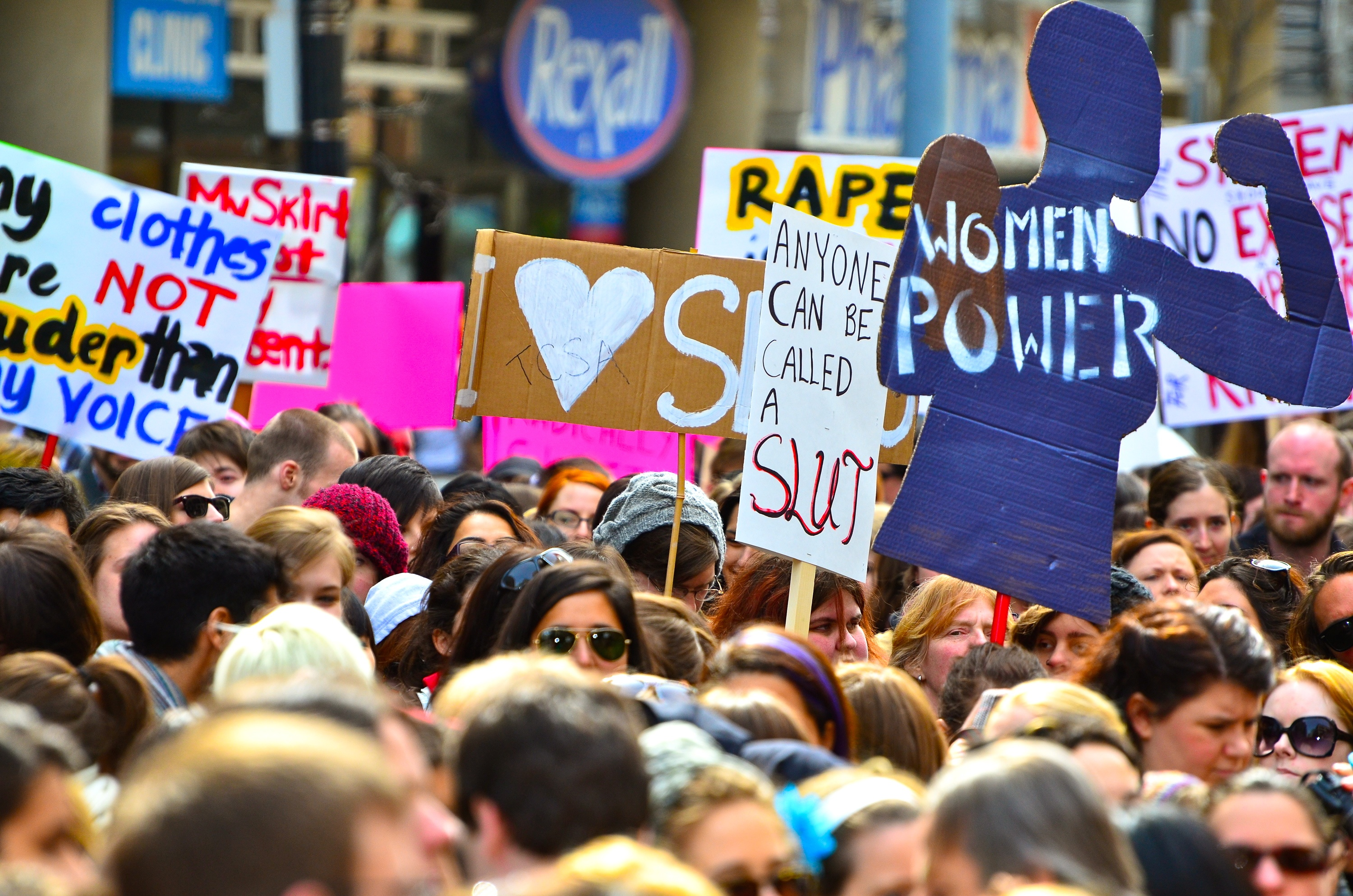
Den första Slutwalk-demonstrationen i Toronto, 3 april 2011.

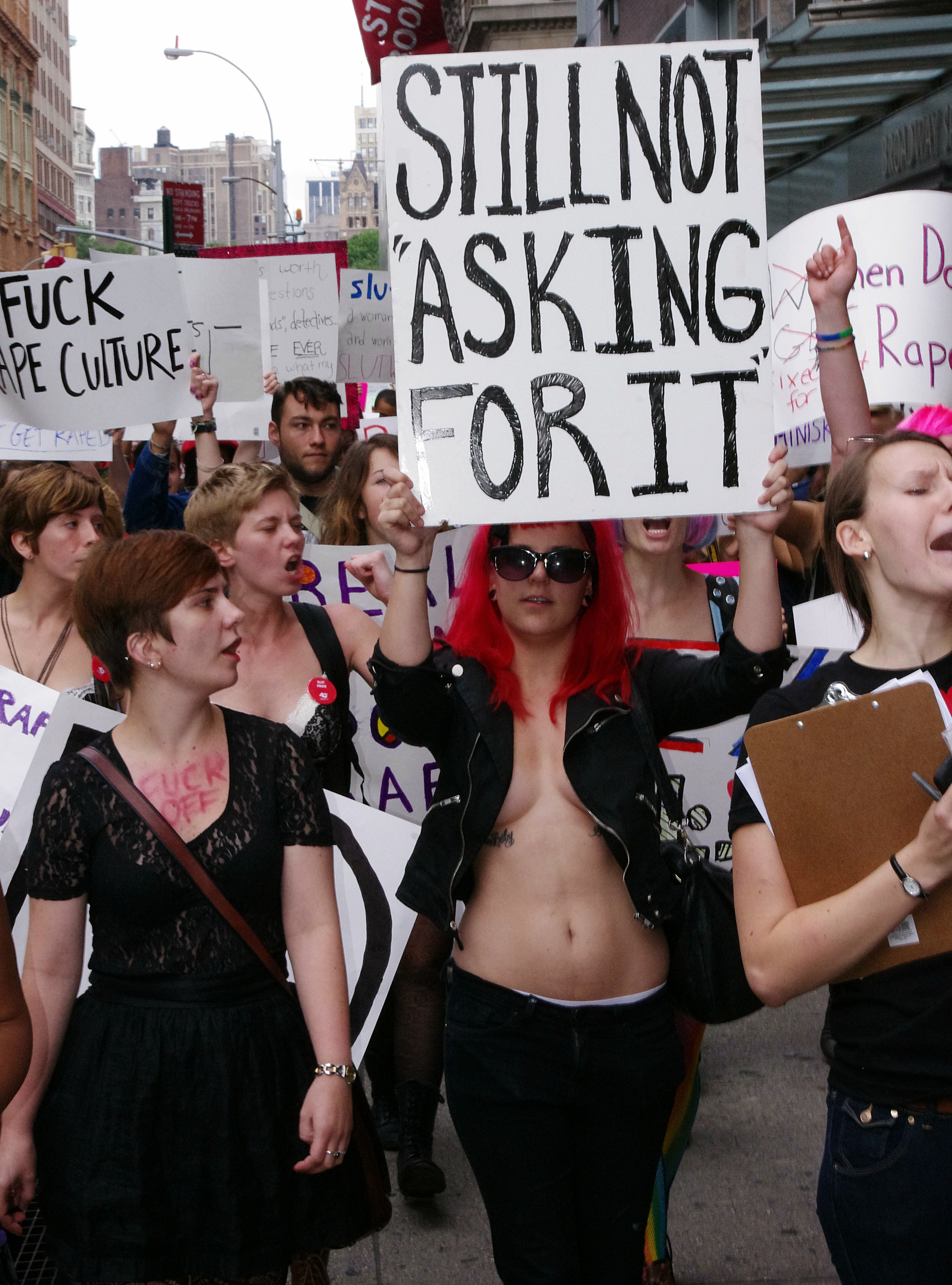
SlutWalk i New York 2011.

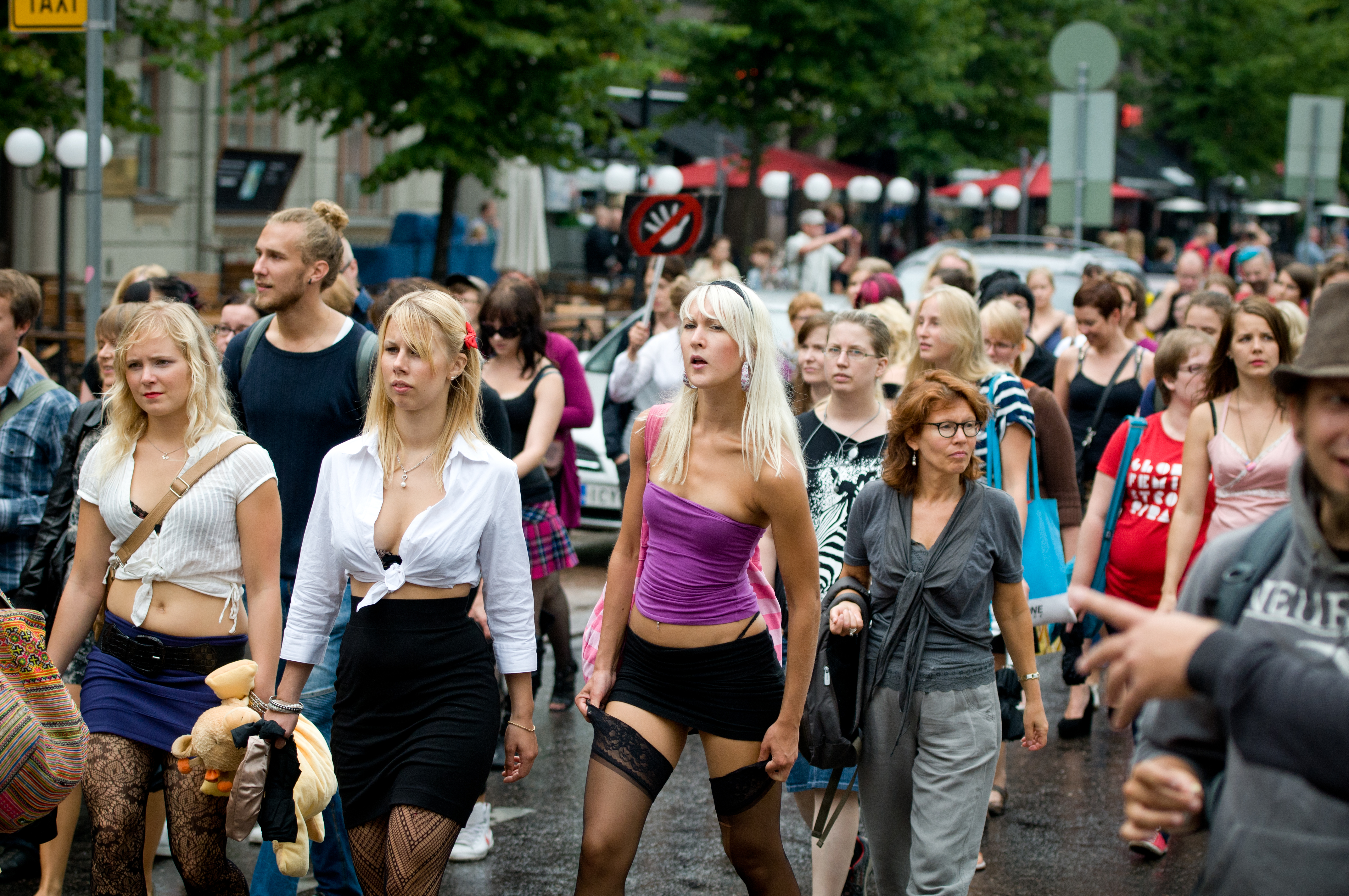
SlutWalk i Helsingfors, Finland, 2011.

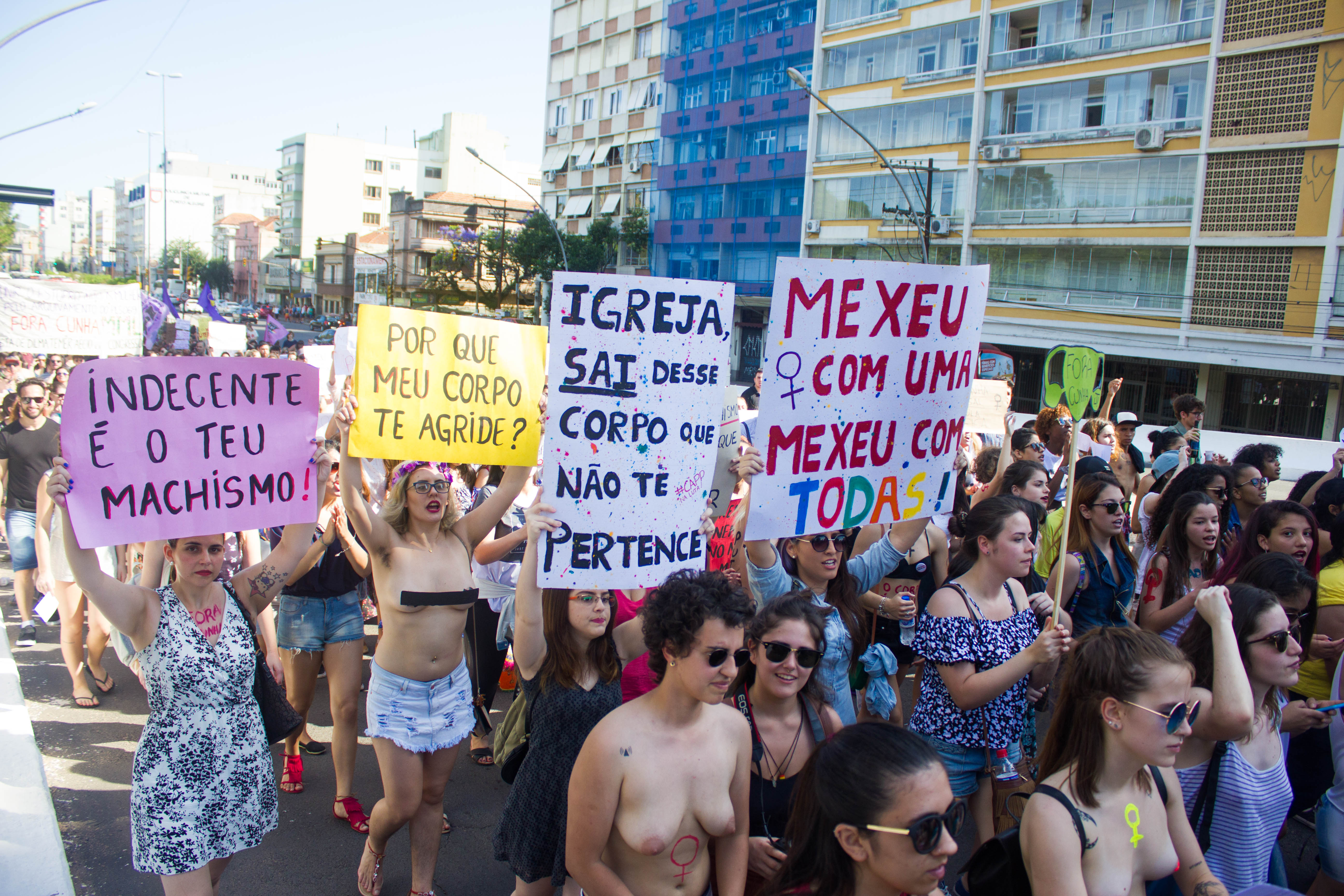
SlutWalk (Marcha das Vadias) i Porto Alegre i Brasilien, 2015.

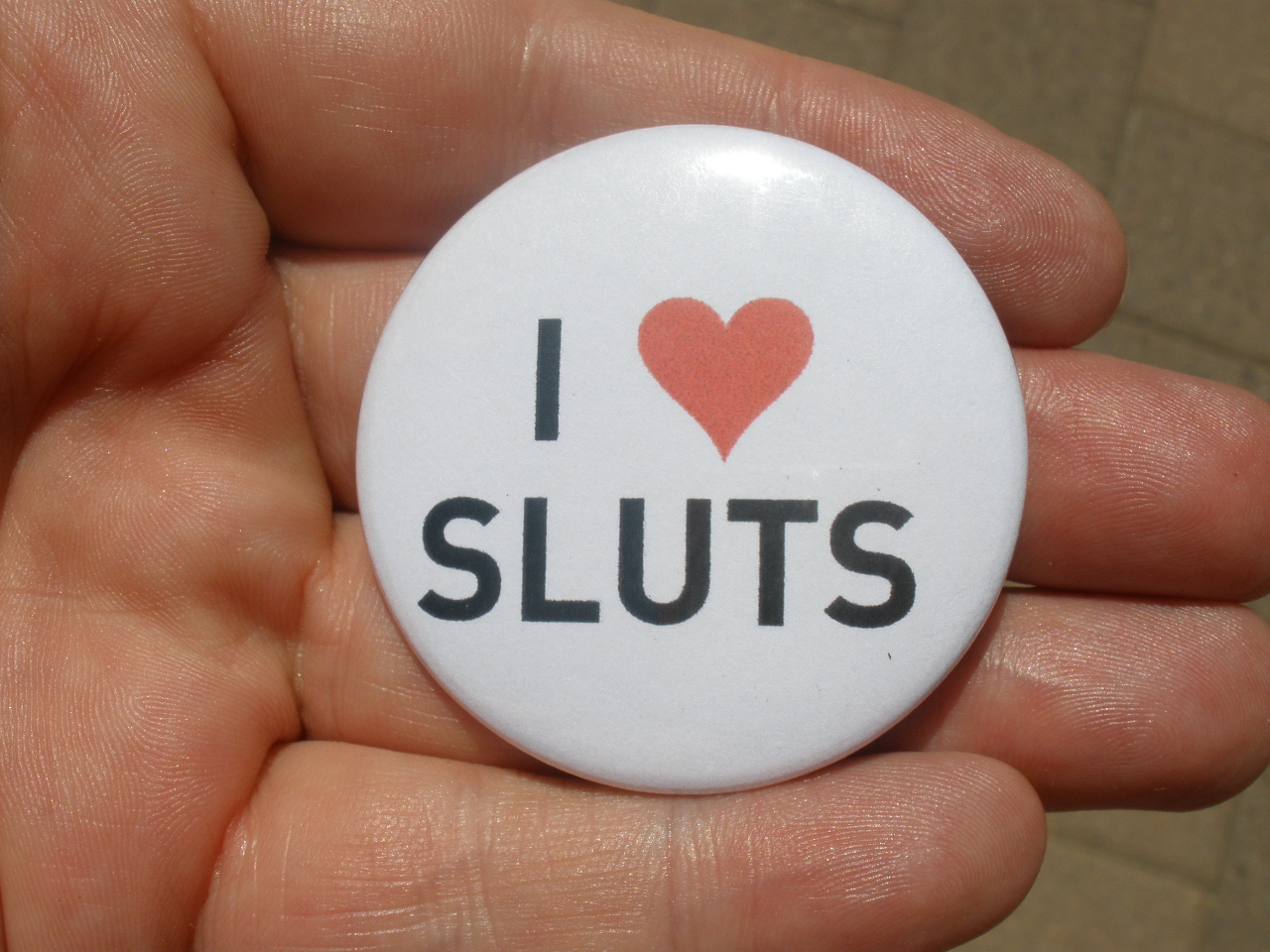
"I love sluts" button från Denver SlutWalk 2 juli 2011.

Slutwalk, ofta skrivet ”SlutWalk”, (av engelska slut, slampa, och walk, vandring) är en internationell rörelse av protestmarscher med syftet att få stopp på våldtäktskulturer och mot uppfattningen att en kvinna som våldtas har sig själv att skylla. 
Deltagarna protesterar särskilt mot tendensen att vilja förklara eller ursäkta sexuellt ofredande eller våldtäkter genom att referera till någon aspekt av kvinnans utseende eller klädsel.
Den första Slutwalken organiserades i Toronto i Kanada den 3 april 2011 och var en reaktion på ett våldtäktsfall som behandlats tvivelaktigt i domstol och på ett uttalande av en polisman: "women should avoid dressing like sluts in order not to be victimized" (kvinnor bör undvika att klä sig som slampor för att inte bli offer). Under våren 2011 utvecklades protestmarscherna till vad som kan liknas vid en internationell rörelse och har på lokalt initiativ organiserats i flera städer i USA, Australien, Brasilien, England, Holland och Danmark. Den första Slutwalken i Sverige genomfördes i Stockholm den 4 juni 2011.
Protesten har form av en marsch, där vissa deltagare klär sig som ”slampor” i utmanande, avklätt och i sexiga kläder. Denna metod har ifrågasatts, där kritikerna bland annat menat att deltagarna låter sig sexualiseras.
Det förekommer också möten, föredrag, workshops, artistframträdanden, dans med mera.

## Bakgrund
Den 24 januari 2011 var två poliser talare vid ett så kallat säkerhetsforum vid York University i Toronto. Detta forum var arrangerat för att universitetet under en tid haft problem med olika brott och poliserna skulle tala om brottsprevention. En av poliserna, Michael Sanguinetti, sa då att ”women should avoid dressing like sluts in order not to be victimized”. Sanguinetti bad senare om ursäkt för sitt uttalande.
Sanguinettis uttalande följdes i februari av en kontroversiell rättegång i ett våldtäktsmål i en kanadensisk domstol. Domaren i målet, Robert Dewar, påpekade under rättegången att under kvällen för den påstådda våldtäkten ”sex was in the air” (sex låg i luften) och att offrets uppträdande och klädsel kan ha gett angriparen fel signaler; kvinnan bar vid tillfället en tubtopp och högklackade skor. Domare Dewar sa vidare att kvinnan varit sminkad och hade druckit. Han fann dock den anklagade skyldig och dömde honom till två års skyddstillsyn samt krävde att han skulle skriva en ursäkt till den våldtagna kvinnan.
Det juridiskt normala straffet för detta brott är minst tre års fängelse. Domare Dewar dömde inte till fängelsestraff eftersom han ansåg att den anklagade inte agerat hotfullt utan endast varit “insensitive to the fact (she) was not a willing participant” (okänslig för det faktum att hon inte ville delta). Den låga brottspåföljden och det betänkliga rättegångsförfarandet fick till följd att domen överklagades och att domarens agerande granskades av Canadian Judicial Council, och gav upphov till en massiv folkstorm.

## Den första Slutwalk-demonstrationen
Den första Slutwalken genomfördes i Toronto den 3 april 2011 som reaktion på domen i våldtäktsmålet och polismannens uttalande. På organisatörernas hemsida uppmanades deltagarna att bära vardaglig klädsel för att symbolisera att kvinnor oftast utsätts för sexuella övergrepp vid vardagliga situationer, men många i demonstrationen kom klädda som  arketypiska "slampor" i nätstrumpor och högklackat. Över 3000 personer deltog i Slutwalken.
Initiativtagarna till demonstrationen i Toronto, Sonya Barnett och Heather Jarvis, valde att använda ordet slut i sin paroll eftersom det var ordet polisen Sanguinetti använt för att beskriva hur våldtäktsoffer är klädda. Barnett och Jarvis vill med benämningen SlutWalk erövra ordet slut och rikta uppmärksamheten på att kvinnor, oavsett klädsel, inte ska utsättas för hot, våld och övergrepp, och inte bli misskrediterade av polis och i domstol.

## Internationellt
Efter den uppmärksammade demonstrationen i Toronto har Slutwalk blivit ett internationellt fenomen som spridit sig till städer i USA, Australien, Brasilien, England, Holland och Danmark. 
 På den kanadensiska organisationens hemsida kallas dessa Satellite SlutWalks.

### Latinamerika
I Latinamerika fick manifestationerna benämningen “Marcha das Vadias” och i de flesta spansktalande länder omnämndes det som “La Marcha de las Putas. Manifestationer, i vissa fall med flera tusen deltagare, har hållits i många städer i Latinamerika sedan starten 2011. 

### Sverige
Den första Slutwalken i Sverige genomfördes i Stockholm den 4 juni 2011.
Manifestationen stöddes av bland annat Feministiskt initiativ, Föreningen Varken hora eller kuvad, Nätverket Terrafem, Sveriges Kvinno- och Tjejjourers Riksförbund (SKR), Roks, Interfem, RFSU, Forum bang, RFSL och Kulturhuset.

## Kritik
Slutwalk har bland annat kritiserats för att  vara en manifestation av kvinnor som inte förstår frågans allvar, inte förstår vad verklig utsatthet innebär, samt att de är okunniga och historielösa. Den engelska journalisten Melaine Phillips skriver i Daily Mail "These narcissistic stunts are yet another frivolous distraction by those who take advantage of the unprecedented freedoms won by others as they wrap themselves in the mantle of victim.  I Sverige har organisationen Kvinnofronten kritiserat demonstrationerna.

### Fotnoter
1. ↑  ”SlutWalk Vancouver: A March To End Rape Culture”. SlutWalk Vancouver: A March To End Rape Culture. http://www.wavaw.ca/slutwalk-vancouver-a-march-to-end-rape-culture/. Läst 10 juni 2013.
2. ↑  ”‘Slut walk’ crowded”. ‘Slut walk’ crowded. TheSpec. April 4, 2011. Arkiverad från originalet den maj 1, 2013. https://web.archive.org/web/20130501214123/http://www.thespec.com/news/canada/article/511501--slut-walk-crowded. Läst 29 maj 2011. ”Arkiverade kopian”. Arkiverad från originalet den 1 maj 2013. https://web.archive.org/web/20130501214123/http://www.thespec.com/news/canada/article/511501--slut-walk-crowded. Läst 25 juli 2016.
3. ↑  Dagens Nyheter 2011-06-04
4. ↑  Adele Horin (June 13, 2011). ”SlutWalk turns apathy into action on sex attacks”. The Sydney Morning Herald. http://www.smh.com.au/nsw/slutwalk-turns-apathy-into-action-on-sex-attacks-20110612-1fzaf.html?from=smh_sb. Läst 12 juni 2011.
5. ↑  Campbell, Marlo. ”Reclaim it? We don’t want it: Dismantling rape culture will not succeed by using words that perpetuate it”. Uptown. Arkiverad från originalet den April 13, 2012. https://web.archive.org/web/20120413183255/http://www.uptownmag.com/news-and-views/and-another-thing/Reclaim-it-We-dont-want-it-131620213.html. Läst 7 februari 2012.  ”As was noted at a recent panel discussion at the University of Manitoba, SlutWalk has been criticized as "the pornification of protest" — no doubt because every march inevitably features at least a few participants wearing very little clothing, much to the delight of male spectators who inevitably show up to take pictures from the sidelines.”
6. ↑  Leach, Brittany (2013). ”Slutwalk and Sovereignty: Transnational Protest as Emergent Global Democracy”. APSA 2013 Annual Meeting Paper. http://papers.ssrn.com/sol3/papers.cfm?abstract_id=2300699. Läst 5 december 2013.
7. ↑  ”'SlutWalk' marches sparked by Toronto officer's remarks”. BBC News. May 8, 2011. http://www.bbc.co.uk/news/world-us-canada-13320785. Läst 12 juni 2011.
8. ↑  Don’t dress like a slut: Toronto cop, artikel i Excalibur, Canada;  Arkiverad 28 maj 2011 hämtat från the Wayback Machine.
9. ↑  Why, SlutWalk Toronto hemsida Arkiverad 22 maj 2011 hämtat från the Wayback Machine.
10. ↑  Canadian judge under review for controversial remarks in sex case, CNN ”Arkiverade kopian”. Arkiverad från originalet den 23 mars 2011. https://web.archive.org/web/20110323135339/http://articles.cnn.com/2011-02-25/justice/canada.judge.comments_1_canadian-judge-sexual-assault-victim?_s=PM:CRIME. Läst 5 juni 2011.
11. ↑  ‘No woman asks to be raped’: Victim slams judge’s decision, National Post 2011-02-25
12. ↑   Toronto 'slut walk' takes to city street, CBS News, Canada
13. ↑  SlutWalk Toronto hemsida  Arkiverad 28 juni 2011 hämtat från the Wayback Machine.
14. ↑  Satellie Slutwalks, Slutwalk Toronto hemsida ”Arkiverade kopian”. Arkiverad från originalet den 10 juni 2011. https://web.archive.org/web/20110610115646/http://www.slutwalktoronto.com/satellite. Läst 5 juni 2011.
15. ↑  ”Marcha das Vadias reúne mulheres no Rio contra a violência sexual”. O Globo. 2 juli 2011. http://g1.globo.com/rio-de-janeiro/noticia/2011/07/marcha-das-vadias-reune-mulheres-no-rio-contra-violencia-sexual.html. Läst 20 november 2013.
16. ↑  ”Panama's Slut Walk”. The Panama News. 26 oktober 2011. Arkiverad från originalet den maj 8, 2013. https://web.archive.org/web/20130508164953/http://www.thepanamanews.com/pn/v_17/issue_11/news_03.html. Läst 4 december 2013.
17. ↑  Slutwalk Stockholm
18. ↑  These 'Slut Walks' prove feminism is now irrelevant to most women's lives, Daily Mail 2011-06-13
19. ↑  Den Ultimata Slampan, Kvinnofronten